# 이누비알룩툰어
이누비알룩툰어(Inuvialuktun)는 캐나다에서 쓰이는 이누이트어의 일종으로, 이누이트 중 노스웨스트 준주(일부는 누나부트)에 살며 스스로 이누비알루이트족(Inuivialuit)의 정체성을 가진 사람들이 쓰는 방언들을 총칭한다. 2016년 기준 3,110명의 이누비알루이트 사람 중 680명이 이누비알룩툰어를 구사하는 것으로 조사되었다. 캐나다의 또다른 이누이트어 방언군인 이누크티투트어보다 상대적으로 서쪽에 분포한다.

## 같이 보기
- 이누이트어